# Knud Bro (folketingsmedlem)
 Der er flere personer med dette navn, se Knud Bro.
Knud Christoffersen Bro (født 13. februar 1937 i Fredericia, død 6. juni 1997) var en dansk politiker.

## Embedskarriere
Han var søn af købmand Thyge Bro og hustru Kaja født Rossig-Nielsen, blev student fra Fredericia Gymnasium 1956 og cand.polit. fra Københavns Universitet 1966. Bro var lærer ved Politiskolen 1963-65, ved Forsvarets civilundervisning 1958-63, sekretær ved Håndværksrådet 1958-60, medarbejder ved Det Konservative Folkepartis presse- og informationstjeneste 1958-62, fuldmægtig i administrationsrådets sekretariat 1966-70 og sekretær i Finansministeriet fra 1970.

## Politisk karriere
Knud Bro var medlem af forretningsudvalget for Konservativ Ungdoms landsorganisation 1958-60 og landsformand 1960-63, medlem af hovedbestyrelsen for Det Konservative Folkeparti 1960-63, medlem af Folketinget for Svendborgkredsen fra valget i 1964 og indtil jordskredsvalget 1973, var folketingssekretær 1966-67, delegeret ved FN 1967 og 1968 og blev valgt af Folketinget til EF-parlamentet i 1973. I 1976 forlod han både sit parti og dansk politik.

## Ægteskaber
Knud Bro blev første gang gift 26. september 1969 med Lene Møller. Parret blev skilt.
Han var anden gang gift (16. december 1972 på Valdemars Slot) med Anne Abigael "Beagle" Kathleen baronesse Iuel-Brockdorff (født 26. januar 1950), datter af kammerherre, hofjægermester, godsejer, lensbaron Carl F.S.V. Iuel-Brockdorff. Parret blev skilt i 1974.
Han er begravet på Dragør Kirkegård.